# بخش مرزداران
بخش مرزداران یکی از بخش‌های شهرستان سرخس در استان خراسان رضوی ایران است.

## تقسیمات کشوری
بخش مرزداران بر اساس مصوبهٔ هیئت وزیران در تاریخ ۲۱ تیر ۱۳۶۸ تأسیس شد. در حال حاضر، این بخش شامل سه دهستان و یک شهر است:
- دهستان پل خاتون
- دهستان گل‌بی‌بی
- دهستان مرزداران

شهر: مزداوند

## جمعیت
بنابر سرشماری مرکز آمار ایران، جمعیت بخش مرزداران شهرستان سرخس در سال ۱۳۸۵ برابر با ۱۶٬۱۲۰ نفر (در ۳٬۶۱۸ خانوار) بوده است. جمعیت این بخش در سال ۱۳۹۰ به ۱۵٬۱۶۰ نفر رسیده است.